# Szepseskare
Szepseskare – faraon starożytnego Egiptu z V dynastii.

## Lata panowania
- 2463-2456 p.n.e. (Kwiatkowski)
- 2465-2460 p.n.e. (Schneider)
- 2426-2419 p.n.e. (Tiradritti, De Luca)

Według Tablicy z Sakkary i Kanonu Turyńskiego panował 7 lat, chociaż niektórzy (Grimal, Verner) twierdzą, że jego rządy mogły trwać zaledwie kilka miesięcy. Wspomniany jest przez Manetona pod imieniem Sisires (lub Siofes). Jedynymi zachowanymi zabytkami, które mu można przypisać to odciski pieczęci z jego imieniem odnalezione w Abusir. 
Niektórzy (Verner) przypuszczają, że Szepseskare był synem Sahure, który sięgnął po władzę po przedwczesnej śmierci Neferefre. Według tej koncepcji Neferefre nie był następcą, a poprzednikiem Szepseskare.
Miejsca jego pochówku nie odnaleziono. Prawdopodobnie można mu przypisać wykonanie wykopu pod piramidę na północ od piramidy Sahurego (Stadelmann). Pomiary jej pozwoliły ustalić, że miała to być wielka konstrukcja, lecz zakończenie prac już na wstępnym etapie może świadczyć o słuszności hipotezy o krótkim panowaniu władcy.